# Roaring Ridge
Roaring Ridge (englisch für Brausender Grat) ist ein langer und hervorstechender Gebirgskamm im westantarktischen Marie-Byrd-Land. Er geht 5,5 km nordöstlich des Mount Blackburn vom Watson Escarpment aus.
Der United States Geological Survey kartierte ihn anhand eigener Vermessungen und Luftaufnahmen der United States Navy aus den Jahren von 1960 bis 1964. Teilnehmer einer von 1969 bis 1970 durchgeführten Kampagne im Rahmen der New Zealand Geological Survey Antarctic Expedition benannten ihn nach den brausenden Winden, denen zwei Geologen dieser Kampagne in ihrem unweit dieses Gebirgskamms aufgeschlagenen Lager ausgesetzt waren.